# Lambula nigra
Lambula nigra är en fjärilsart som beskrevs av Rudolph van Eecke 1929. Lambula nigra ingår i släktet Lambula och familjen björnspinnare. Inga underarter finns listade i Catalogue of Life.